# 네쿤 타이지
네쿤(Нэгүн, ? ~ 1162년 이후 1180년 이전), 네쿤 타이시(Нэгүн тайш,Negün-Taiši, Nekün taysi) 또는 네쿤 타이지(Нэгүн тайджи)는 카마그 몽골 보르지긴씨족 키야트 오복의 한 사람으로, 카불 칸의 손자이자 바르탄 바가투르의 둘째 아들이었다. 예수게이 바하투르, 다아리타이 옷치긴의 친형이며 칭기즈 칸의 숙부가 된다. 몽골비사에 의하면 그는 동생 예수게이를 도와 호엘룬을 납치해오는데 참여했다. 한자 문헌에서는 捏坤 太子, 捏坤 太師, 捏昆太石, 捏群大石로 나타난다. 페르시아어 사서 집사에는 네쿤 타이쉬(نکون تاییشی)로 나타난다. 네쿤은 중세 몽골어로 조용한, 하나, 유일하다, 단일하다는 뜻이다.
1161년 예수게이가 타타르족이 준 독이 든 술, 음식을 먹고 죽자 예수게이의 가족을 버리고 타르구타이 쿠릴투크의 편에 섰다. 네쿤의 정확한 사망 연도는 알려져 있지 않으나, 1180년 테무진(칭기즈 칸)이 부상할 무렵에는 이미 사망한 상태였다. 그의 후손들은 니르-호인(нир-хойин, 숲의 사람들) 또는 호인-이르겐(хойин-иргэн, 숲의 백성)이란 부족을 형성했다.

## 생애
그는 카불 칸의 손자이며, 바르탄 바하투르와 바르구트부 출신 수니굴 우진 부부 사이에서 태어난 둘째 아들이며, 칭기즈 칸의 삼촌이다. 예수게이는 그의 친동생이며, 그밖에 형제로는 형 망게투 키얀, 동생 다아리타이 옷치긴이 있다. 그의 관한 역사 기록은 매우 적으며, 원사, 원사연의, 몽골비사, 수드린 추얼간(연대기), 몽골 황금사 등의 사료에서 이름만 언급될 뿐이다. 몽골비사, 라시드 웃딘의 집사에 의하면 예수게이가 독수리를 풀어서 매 사냥을 할 때 동행했으며, 동생 다아리타이 옷치긴 등과 예수게이를 도와 칠레두의 신부 호엘룬을 납치해왔다 한다. 예수게이는 호엘룬의 아름다움에 매혹되어 사냥 도중 형제들을 데리고 가 그녀를 탈취했다고 한다.
한자 문헌에서는 捏坤 太子, 捏坤 太師로 나타나는데, 황원성무친정록에는 捏群大石로 나타난다. 원사(元史)의 종실세계표(宗室世系表)에는 聂昆大司로 나타난다. 페르시아어 사서 집사에는 네쿤 타이쉬(نکون تاییشی)로 나타난다.
타이시 또는 타이지라는 칭호는 관직 이름으로 그가 타이시(태사) 또는 타이지(태자) 칭호를 사용한 점으로 미루어 암바가이 카안의 아들 카단 타이시 이후 예수게이 바투르 시기에도 타이시 칭호를 가진 것으로 보는 설, 오고타이 카안 혹은 쿠빌라이 카안 때 칭호가 추서되었을 것으로 보는 설도 있다. 거란 요나라가 초원 부족의 귀족과 수령에게 타이시(太師)라는 관직을 하사할 때 받았다는 설도 있다.
그의 생애에 대한 기록은 단편적이다. 1161년 동생 예수게이가 아들 테무진의 정혼자를 구하러 옹기라트부에 갔다가 되돌아오는 길에, 타타르족이 준 독이 든 술, 음식을 먹고 돌아온직 3,4일 만에 사망했다. 예수게이가 죽자, 그는 호엘룬, 소치겔과 예수게이의 자녀들을 버리고 동생 다아리타이 옷치긴 등과 같이  먼 친척인 타이치우드부의 타르구타이 쿠릴투크에게 붙었다. 이후 타르구타이 쿠릴투크 등을 따라 숲으로 들어가 살았다고 한다. 이후의 행적은 기록이 없다.
네쿤 타이지의 정확한 사망 연도는 알려져 있지 않으나, 1180년 테무진(칭기즈 칸)이 부상할 무렵에는 이미 사망한 상태였다.

### 사후
다시 테무진이 세력을 키우고 명성을 얻자, 1180년 타르구타이 쿠릴투크가 칭기즈 칸에게 다시 귀순하고, 1182년 그의 사촌 알탄, 아들 쿠차르 베키가 칭기즈 칸에게 다시 귀부했을 때 그의 이름은 사서에 전하지 않는다.
집사에 따르면, 네쿤 타이지에게는 많은 아들들이 있었다. 그 중 장남인 쿠차르는 아버지의 계승자가 되었으며, 뛰어난 궁술로 유명했다. 아들 쿠차르 베키는 쿠툴라 칸의 아들 알탄과 함께 1182년 테무진에게 복속하였고, 1189년에는 테무진을 카마그 몽골의 칸으로 추대해 1202년까지 그를 보좌했다. 1202년 타타르족과의 전쟁에서 전리품에 눈이 멀어 전쟁터에서 이탈하여 전리품을 차지했다. 이 일로 칭기즈 칸의 분노를 사 전리품을 압수당한 뒤 불만을 품고, 다아리타이 옷치긴, 알탄 등과 함께  칭기즈 칸을 떠나 그의 숙적 자무카의 편에 섰다. 이후 자무카가 패배하자, 케레이트로 이주해 칭기즈 칸과 적대 관계가 되었다. 이후 쿠차르는 나이만의 타양 칸에게 도망쳤지만 곧 칭기즈 칸에게 붙잡혀 처형되었다.
1203년~1204년 칭기즈 칸이 케레이드, 나이만 부족 잔당을 평정한 후 쿠차르와 알탄을 처형하고 그들의 종속민들을 몽골 토착민으로 편입시켰다. 네쿤 타이지의 손자인 부쿤 자우카트는 칭기즈 칸의 아들 차가타이에게 하사된 것으로 알려져 있다. 네쿤 타이지의 후손들은 니르-호인(нир-хойин, 숲의 사람들) 또는 호인-이르겐(хойин-иргэн, 숲의 백성)이라 불리는 집단의 기원이 되었는데, 이들은 칭기즈 칸을 배반하고 적대적이던 타이치우트 부족에 합류한 까닭에 '숲의 부족'이라는 별칭을 얻게 되었다. 칭기즈 칸에 반대하고 적대적인 타이치우트 부족에 합류한 무리들이 숲 속으로 도망쳐 생활한 데서 유래한 이름으로, 배신자 자손들의 숲속 부족이라는 부정적 뉘앙스로 불렸다.